# Australië op de Olympische Winterspelen 1936
Tijdens de Olympische Winterspelen van 1936, die in Garmisch-Partenkirchen (Duitsland) werden gehouden, nam Australië voor de eerste keer deel.

## Deelnemers en resultaten

### Schaatsen
| Olympiër        | Discipline | Resultaat | Prestatie |
| --------------- | ---------- | --------- | --------- |
| Kenneth Kennedy | 500 m (m)  | 29e       | 47,4      |
| Kenneth Kennedy | 1500 m (m) | 33e       | 2.31,8    |
| Kenneth Kennedy | 5000 m (m) | 33e       | 9.48,9    |

Australië · België · Bulgarije · Canada · Duitsland · Estland · Finland · Frankrijk · Griekenland · Groot-Brittannië · Hongarije · Italië · Japan · Joegoslavië · Letland · Liechtenstein · Luxemburg · Nederland · Noorwegen · Oostenrijk · Polen · Roemenië · Spanje · Tsjecho-Slowakije · Turkije · Verenigde Staten · Zweden · Zwitserland